# 杨集昆
杨集昆（1965年6月27日—2002年2月8日），中华人民共和国昆虫学家，农业教育家，中国农业大学教授。

## 生平
杨集昆原名杨济焜，出生于湖北省宜昌县一个旧军官家庭，祖籍河北省香河县。1944年毕业于北平辅仁大学附属中学。1946年成为清华大学昆虫系的一名练习生。1949年因院系调整，清华大学农学院并入北京农业大学（今中国农业大学），杨集昆也随之来到农业大学继续从事昆虫分类工作。出于对昆虫的热爱，1951年正式改名为“杨集昆”。杨集昆在北京农业大学昆虫学系与植物保护系先后担任助教、讲师、副教授、教授等职。2006年2月8日十五时三十分在北京市海淀医院去世，享年81岁。

## 学术贡献
杨集昆与合作者所研究的昆虫类群达18目110余科，发表论文700余篇，正式命名昆虫新种2000多个、新属50多个、新科2个，是中国大陆分类学家中涉及类群最广、发表文章最多、命名新种数量最多的学者。